# Vittaria graminifolia
Vittaria graminifolia là một loài dương xỉ trong họ Pteridaceae. Loài này được Kaulf. mô tả khoa học đầu tiên năm 1824.